# Viaduc de Bisagno
Le viaduc de Bisagno est un viaduc autoroutier italien, situé le long de l'autoroute A12 (route européenne E80) à Gênes.

## Histoire

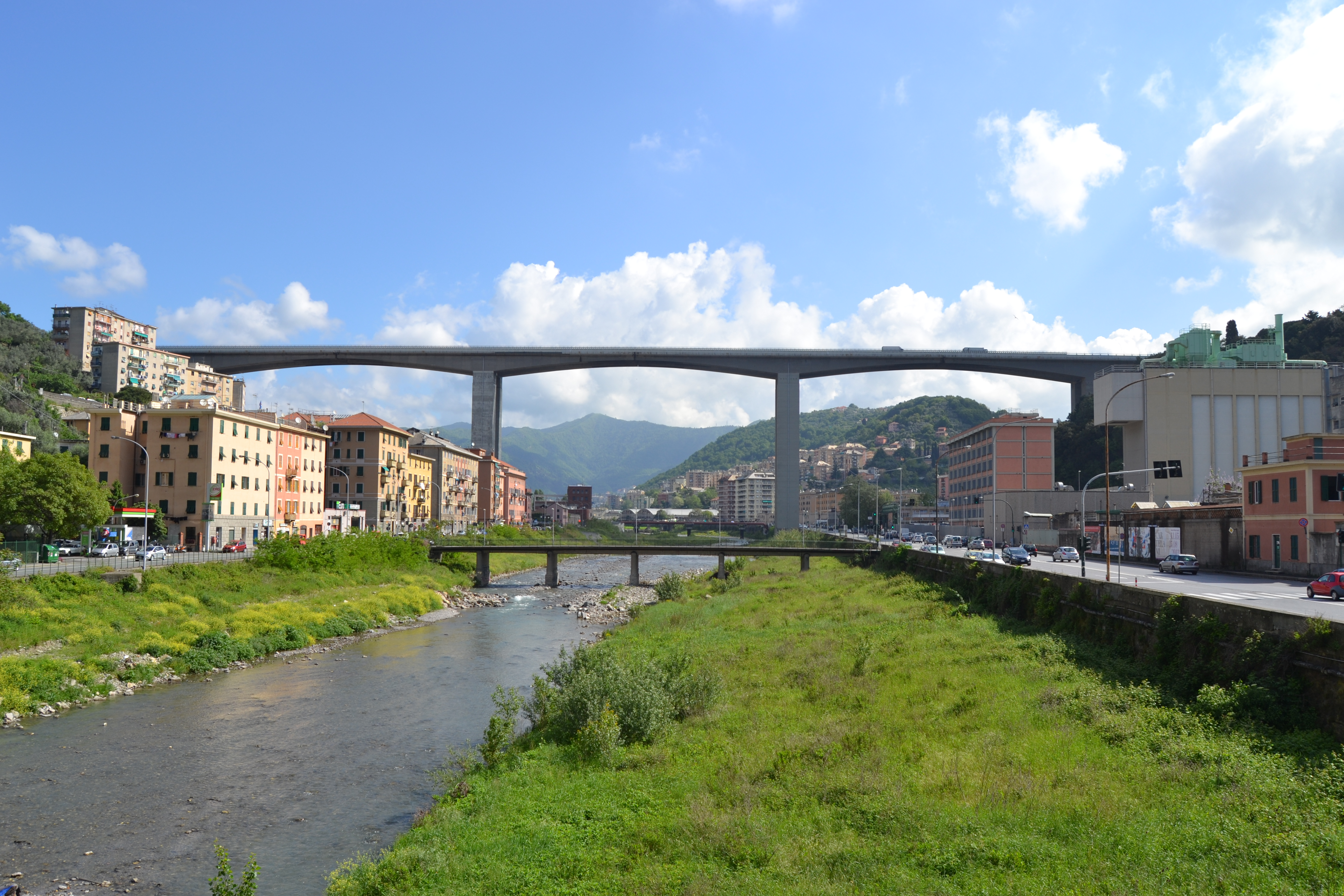
Le viaduc enjambant la rivière Bisagno.

Achevé en 1969, le pont Bisagno de 593 mètres de long comporte trois travées principales en poutres précontraintes d'environ 115 mètres, enjambant la rivière qui traverse la ville de Gênes. Juste à l'ouest se trouve le viaduc Veilino similaire.
En avril 2020, des travaux d'entretien sont annoncés pour le mois de juin prochain. En effet, le viaduc a fait plusieurs fois la une de l'actualité pour son triste état de conservation. 
Le projet global de rénovation du viaduc comprend deux phases. Le premier, d'une durée d'environ 28 mois, a débuté il y a quelques mois et concerne les piles 3, 4 et 5, et le dessous du tablier passant au-dessus des maisons, nécessitant la mise en place d'un échafaudage. L'intervention sur le pont devrait commencer en juin 2020. La deuxième phase, en cours de planification, prévoit des travaux sur le reste de la structure pendant 28 mois supplémentaires, pour une durée globale des interventions estimée à environ 42 mois.
Le projet prévoit, en plus de la restauration de l'ensemble de la structure, le remplacement des joints, le renouvellement du système d'évacuation des eaux pluviales et l'adaptation des glissières de sécurité, qui par rapport aux barrières actuelles, pourront garantir de meilleures performances contre chocs, et la mise en place d'un filet de protection complet contre les chutes d'objets.